# Jagare
Jagare (en serbe cyrillique : Јагаре) est un village de Bosnie-Herzégovine. Il est situé sur le territoire de la ville de Banja Luka et dans la république serbe de Bosnie. Selon les premiers résultats du recensement bosnien de 2013, il compte 1 407 habitants.

## Géographie
Le village est situé au sud de Banja Luka, au bord de la rivière Vrbas, un affluent droit de la Save.

## Démographie

### Évolution historique de la population dans la localité
| 1948 | 1953 | 1961  | 1971  | 1981  | 1991  | 2013  |
| ---- | ---- | ----- | ----- | ----- | ----- | ----- |
| -    | -    | 1 233 | 1 259 | 1 273 | 1 269 | 1 407 |

|  |